# ニジンスキー (映画)
『ニジンスキー』（Nijinsky）は、1980年公開のアメリカ合衆国の映画。
20世紀を代表するバレエダンサーの一人ヴァーツラフ・ニジンスキーと、彼を育て、愛人関係にもあったロシア・バレエ団の主宰者セルゲイ・ディアギレフ。彼らの愛の生活と破滅的な人生を描く伝記映画。

## キャスト
- セルゲイ・ディアギレフ: アラン・ベイツ（小林修）
- ヴァーツラフ・ニジンスキー: ジョルジュ・デ・ラ・ペーニャ（三ツ矢雄二）
- ロモラ・ド・プルスキー: レスリー・ブラウン
- バロン・ド・ガンズビュール: アラン・バデル
- タマーラ・カルサヴィナ: カルラ・フラッチ
- ヴァシーリー: コリン・ブレイクリー
- イーゴリ・ストラヴィンスキー: ロナルド・ピックアップ（納谷六朗）
- レオン・バクスト: ロナルド・レイシー
- セルゲイ・グリゴリエフ: ヴァーノン・ドブチェフ
- ミハイル・フォーキン: ジェレミー・アイアンズ
- アドルフ・ボルム: スティーヴン・チェイス（大塚芳忠）
- Lady Ripon: シアン・フィリップス
- Emilia Marcus: ジャネット・サズマン
- Maria Stepanova: ジューン・ブラウン（英語版）

## スタッフ
- 美術：ジョン・ブレザード
- 衣装：アラン・バレット